# Laurențiu Țigăeru Roșca
Laurențiu Țigăeru Roșca (n. 27 februarie 1970

) este un deputat român, ales în 2012.